# Azapetina
Azapetina é um fármaco utilizado como vasodilatador periférico. É um bloqueador alfadrenérgico, indicado na doença de Raynaud, algumas vasculopatias periféricas e claudicação intermitente.